# Minilimosina hispidula
Minilimosina hispidula är en tvåvingeart som beskrevs av Rohacek 1988. Minilimosina hispidula ingår i släktet Minilimosina och familjen hoppflugor.
Artens utbredningsområde är Sverige. Arten är reproducerande i Sverige. Inga underarter finns listade i Catalogue of Life.